# Amegilla rufescens
Amegilla rufescens es una especie de abeja excavadora perteneciente al género Amegilla, categorizada en la tribu Anthophorini, de la subfamilia Apinae.
Fue descrita científicamente por el entomólogo alemán Heinrich Friedrich August Karl Ludwig Friese en 1911. Aparece registrada y publicada en una sección de Zur Bienenfauna Neugineas und der benachbarten Gebiete. (Hym.) Nachtrag II. Deutsche Entomologische Zeitschrift, Vol. 6 de 1911.

## Distribución
La especie se distribuye por Australia.